# Kevin Kraus
Kevin Kraus (Wiesbaden, 12 d'agost del 1992) és un futbolista alemany que juga com a defensa central.